# وزارت منابع انسانی (سنگاپور)
وزارت منابع انسانی (به انگلیسی: Ministry of Manpower) (مالایی: Kementerian Tenaga Manusia; چینی: 新加坡人力部; تامیلی: மனிதவள அமைச்சு) یک وزارتخانه در دولت سنگاپور است که مسئولیت تدوین و اجرای سیاست‌های مربوط به نیروی کار در سنگاپور را برعهده دارد.

## ساختار سازمانی
این وزارتخانه بر امور سه هیئت قانونی شامل صندوق اندوخته مرکزی (Central Provident Fund)، بنیاد کار سنگاپور و نیروی کار سنگاپور نظارت دارد.